# Zhongshui
Zhongshui (kinesiska: 钟水, 钟水乡) är en socken i Kina. Den ligger i provinsen Hunan, i den södra delen av landet, omkring 290 kilometer söder om provinshuvudstaden Changsha. Antalet invånare är 14332. Befolkningen består av 6 842 kvinnor och 7 490 män. Barn under 15 år utgör 27,0 %, vuxna 15-64 år 62 %, och äldre över 65 år 9,0 %.
Genomsnittlig årsnederbörd är 1 888 millimeter. Den regnigaste månaden är augusti, med i genomsnitt 273 mm nederbörd, och den torraste är oktober, med 37 mm nederbörd.